# Estigmene caprotina
Estigmene caprotina är en fjärilsart som beskrevs av Dru Drury 1773. Estigmene caprotina ingår i släktet Estigmene och familjen björnspinnare. Inga underarter finns listade i Catalogue of Life.